# 唐津城
唐津城（からつじょう）は、佐賀県唐津市東城内にあった日本の城郭。別名舞鶴城（まいづるじょう）。

## 概要

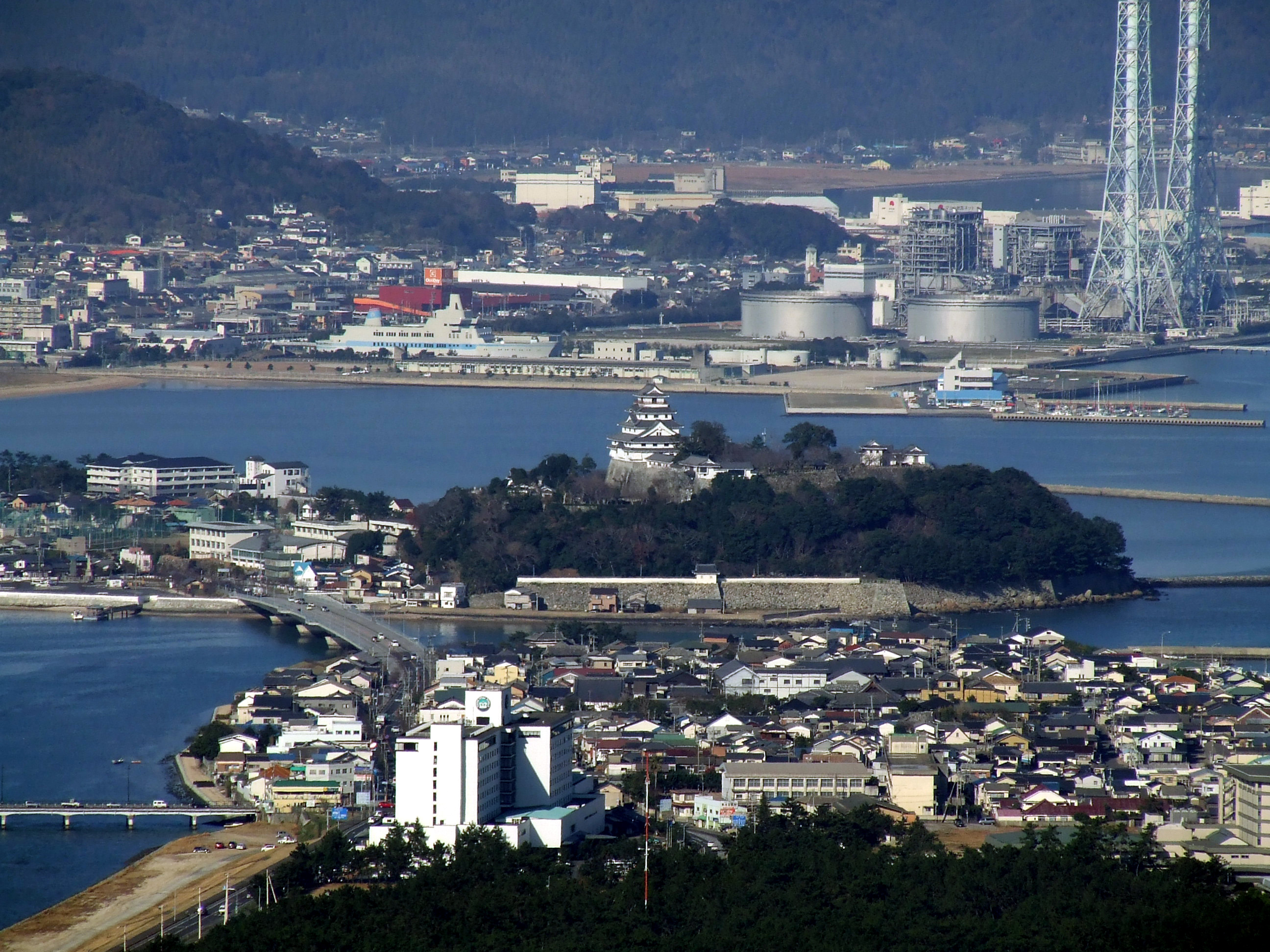
鏡山から唐津城を望む

唐津市街の北部に位置し、松浦川が唐津湾に注ぐ河口の左岸、満島山に位置する。唐津湾に突き出た満島山上に本丸が配され、その西側に二の丸、三の丸が配された連郭式の平山城である。北面は唐津湾に面するため、海城ともいわれ、萩城とともに現在も直接海に聳える石垣が見られる。松浦川の右岸には虹の松原（国の特別名勝）が広がり、城から左右に広がる砂浜が鶴が翼を広げたように見えることから舞鶴城とも呼ばれる。
江戸時代初期の慶長7年（1602年）から慶長13年（1608年）にかけて築城され、江戸時代を通じて唐津藩の藩庁となった。
廃城後、本丸は舞鶴公園となり、二の丸御殿跡に早稲田佐賀中学校・高等学校があり、その他の二の丸・三の丸跡は市街化している。現存する遺構としては石垣・堀がある。1966年（昭和41年）10月に天守台に慶長様式の天守（模擬天守）が建てられた。このほか櫓や門が建てられ、石垣・堀が復元されている。麓から舞鶴公園上段広場までは高低差が34mあるため、有料の斜行エレベーター（2016年4月時点100円）が備えられている。

## 沿革

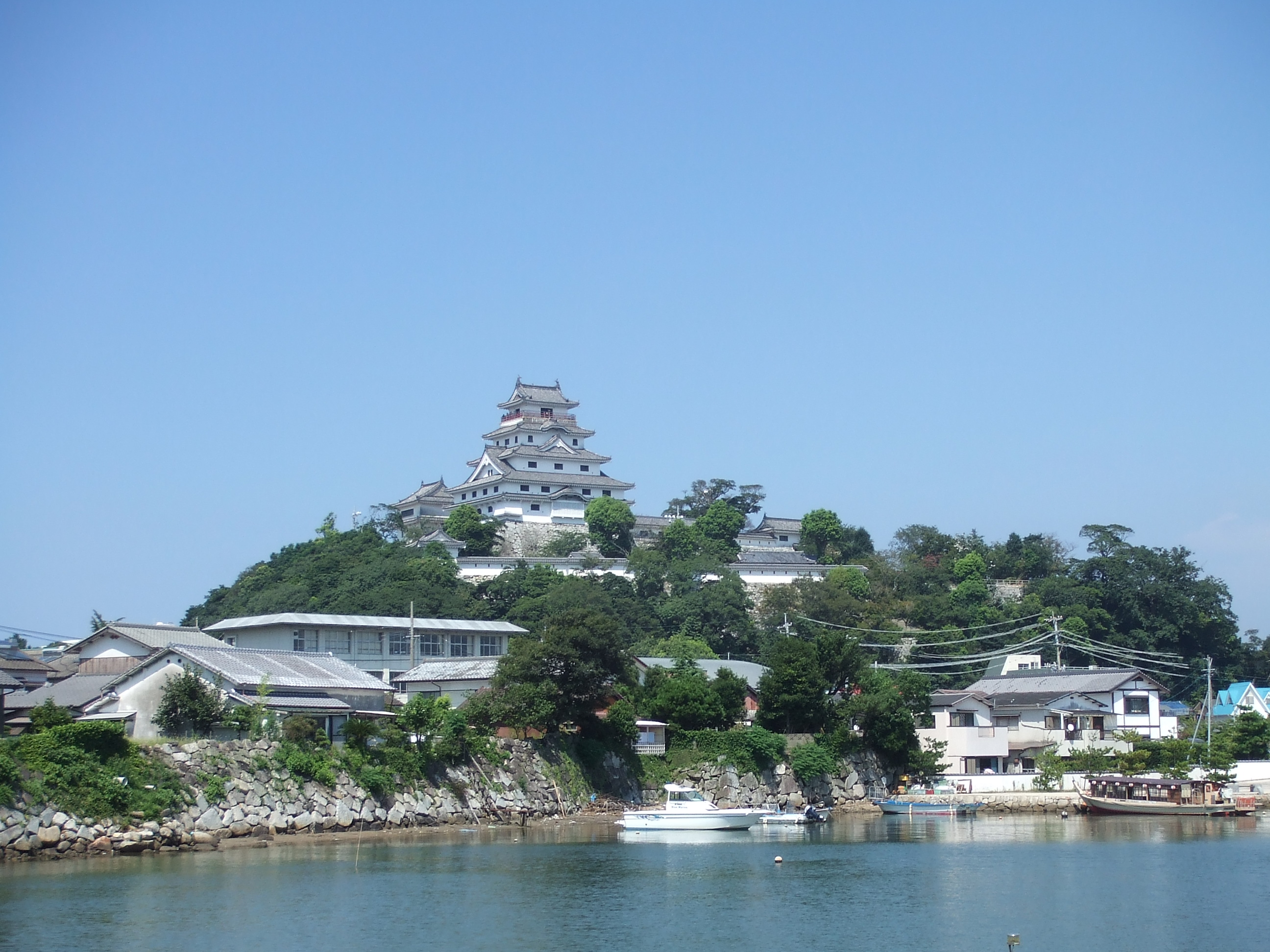
満島山と本丸

文禄4年（1595年）豊臣秀吉の家臣・寺沢広高がこの地に封ぜられた。広高は慶長5年（1600年）の関ヶ原の戦いでは東軍方につき、肥後国天草郡4万石を加増され12万3千石の外様大名となった。慶長7年（1602年）より本格的な築城を行い、慶長13年（1608年）に完成した。築城に際し東唐津側と地続きであった満島山を切り離し、松浦川がそこから唐津湾に注ぐよう流路を変更した。また、秀吉の死後、廃城となっていた名護屋城の遺材を使用し、九州各地の諸大名の助力を得て築城した。柳川堀、佐賀堀、肥後堀、薩摩堀など普請に協力した大名の領地名が堀の名に残されている。
二の丸に藩庁御殿が建築され、三の丸は侍屋敷となっていた。天守は天守台までしか建築されなかった。築城当初は天守が存在していたといわれることもあるが、寛永4年（1627年）の幕府の記録には天守の存在は記されていないほか、天守の存在を示す資料は確認されていない。天守を描いた絵図や設計図もなく、現在の天守は慶長期の様式で建築されていたと想定して昭和41年（1966年）に造られたものである。
広高は松浦川の流路変更に見られるように土木事業に長けており、防風林として松原の保護育成を行った。これが日本三大松原として今日に残る虹の松原となっている。
広高の子の堅高は、天草領に構えていた富岡城が島原の乱の際に一揆側に攻められた際、その責任を取らされ天草領4万石を没収された。堅高は、正保4年（1647年）に江戸藩邸で自殺し、また嗣子がなかったために寺沢家は断絶となった。
以後、譜代大名5家が入れ替わった。寺沢氏が改易となると一時天領となったが、慶安2年（1649年）播磨国明石城主大久保忠職が城主となった。延宝6年（1678年）大久保氏が下総国佐倉城に転出し、代わって同地より大給松平乗久が入城。元禄4年（1691年）大給松平氏が志摩国鳥羽城に転出し、同地より土井利益が入城。宝暦12年（1762年）土井氏が下総国古河城に転出し、三河国岡崎城より水野忠任が入城。文化14年（1817年）に、後に天保の改革を行った水野忠邦が出世目的に遠江国浜松城に転出を希望し、陸奥国棚倉城より小笠原長昌が入城、以後明治維新まで小笠原氏の居城となった。

### 近代以降
- 明治4年（1871年）廃藩置県により廃城となり、払い下げにより建造物が解体された。明治10年（1877年）舞鶴公園として整備、開放された。
- 昭和41年（1966年）文化観光施設として5層5階の模擬天守が築かれ、門・櫓も同時に再建された。
- 平成元年（1989年）唐津市役所前に肥後堀と石垣を復元。平成4年（1992年）二の丸跡に時の太鼓を復元。平成5年（1993年）市役所付近に三の丸辰巳櫓が復元された。その後、平成28年（2016年）には調査により大手門の遺構が初めて確認されている[3]。平成28年10月2日（日曜日）から平成29年7月21日まで天守内部の改修が行われている[4][5]。発掘により名護屋城と同じ文様の瓦が出土した[6]。

- 平成29年（2017年）4月6日、続日本100名城（185番）に選定された。

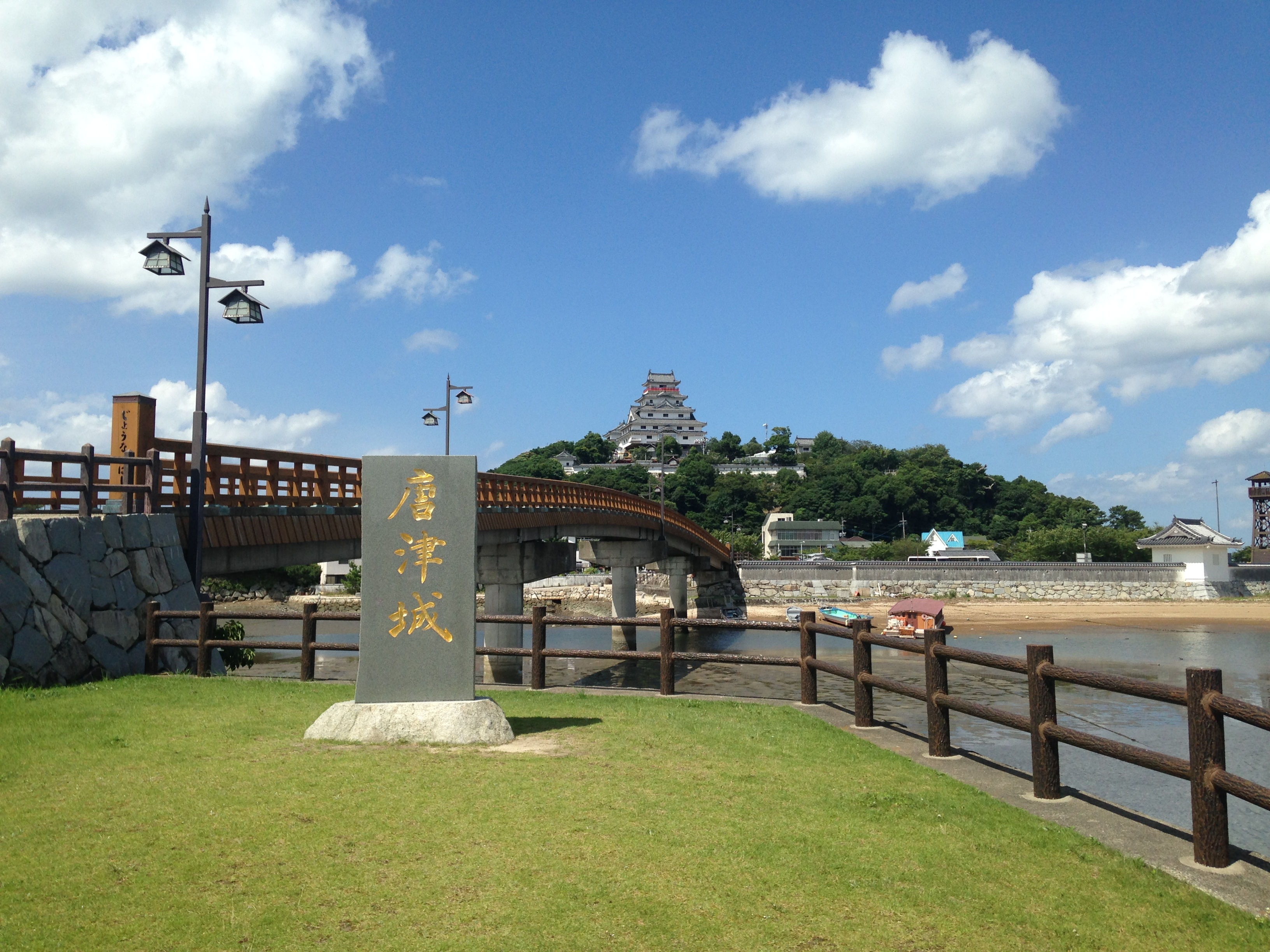
城内橋と本丸
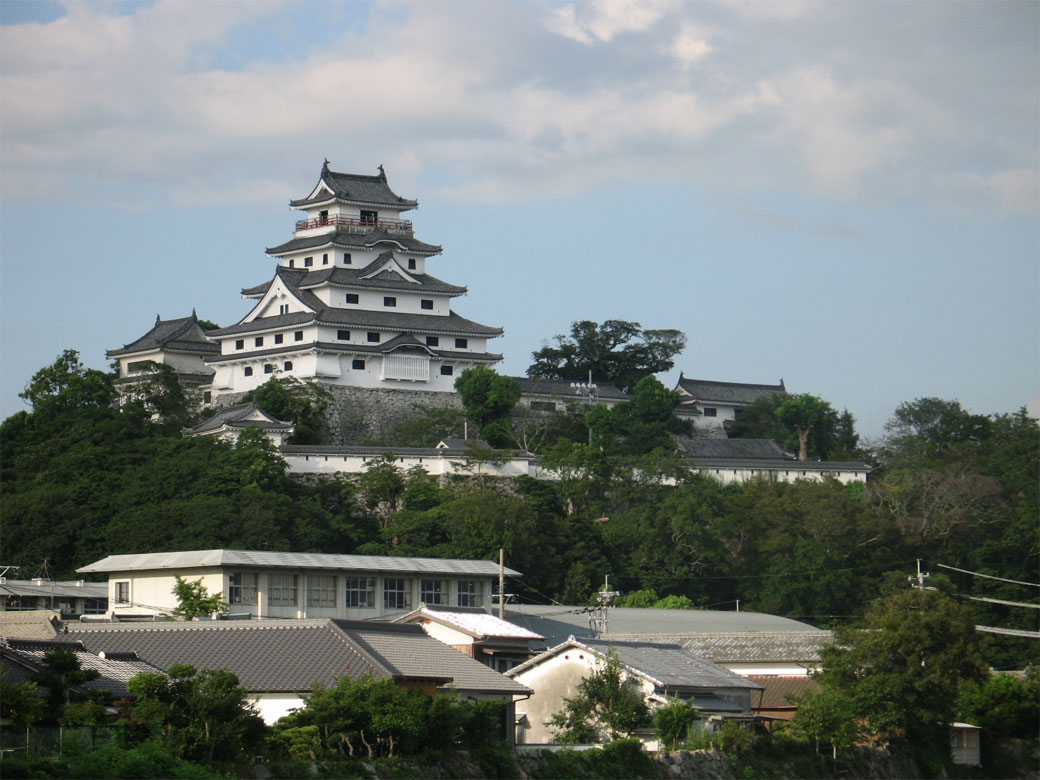
本丸遠望
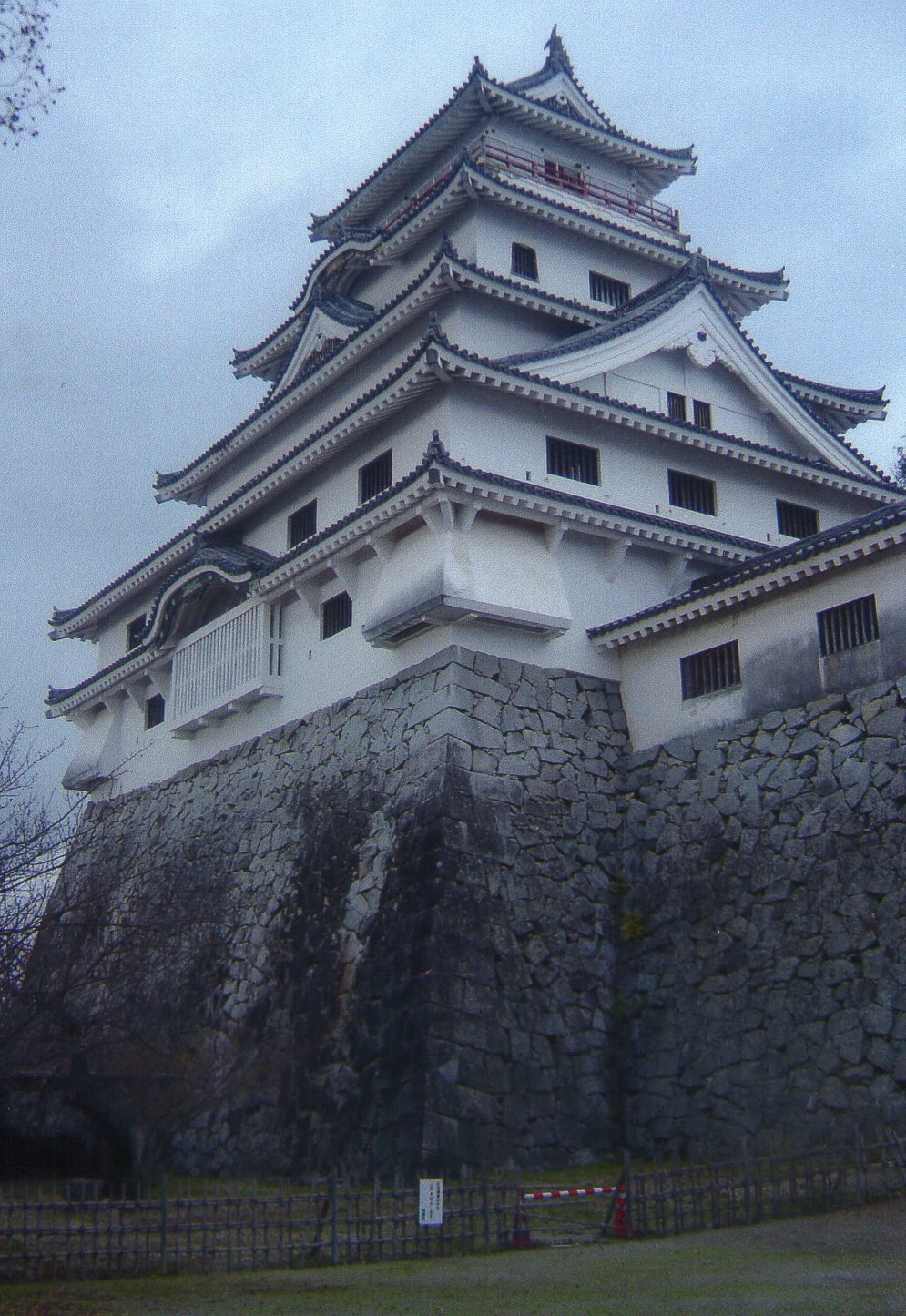
天守閣を見上げる
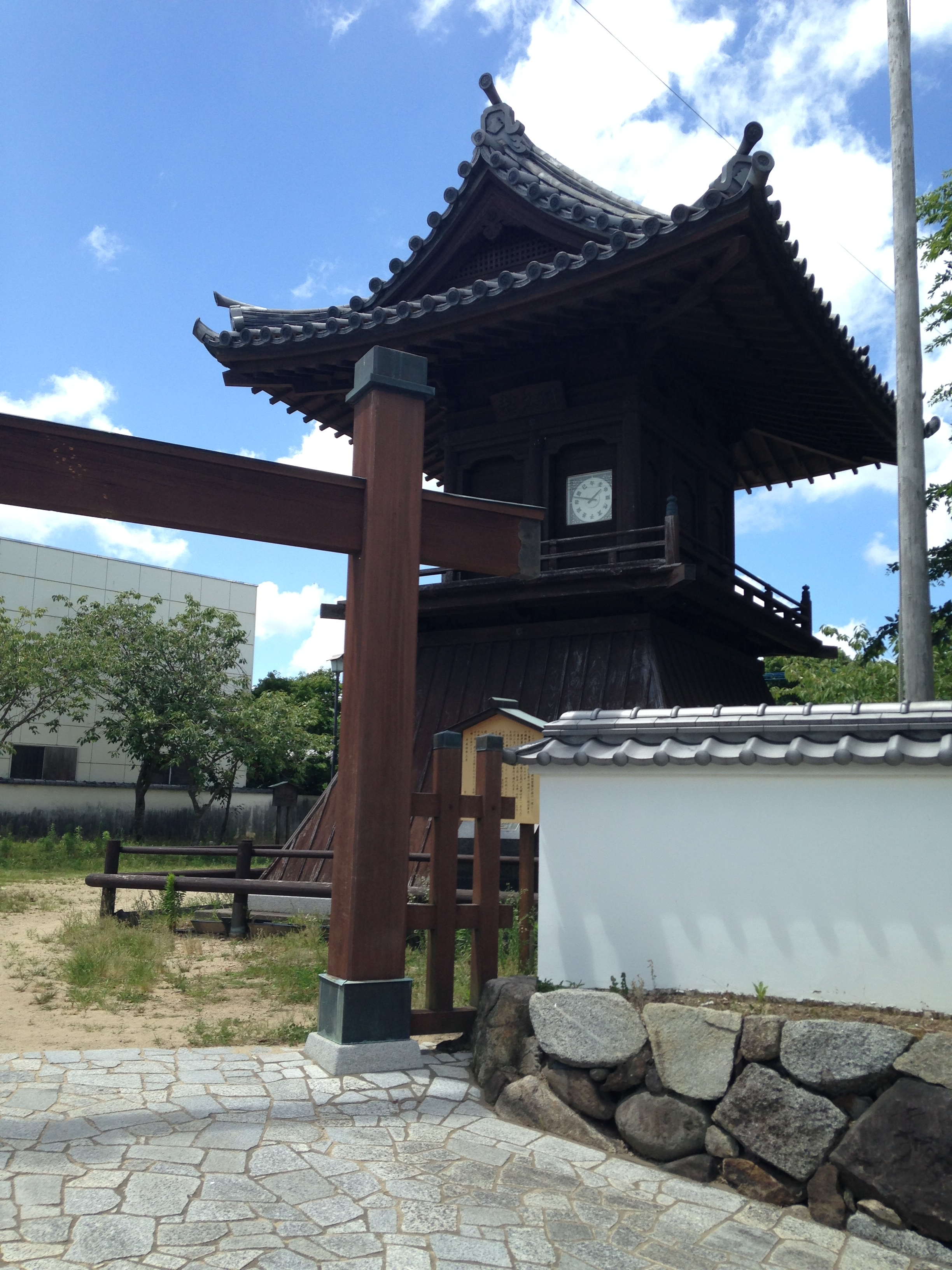
二の門付近の「時の太鼓」
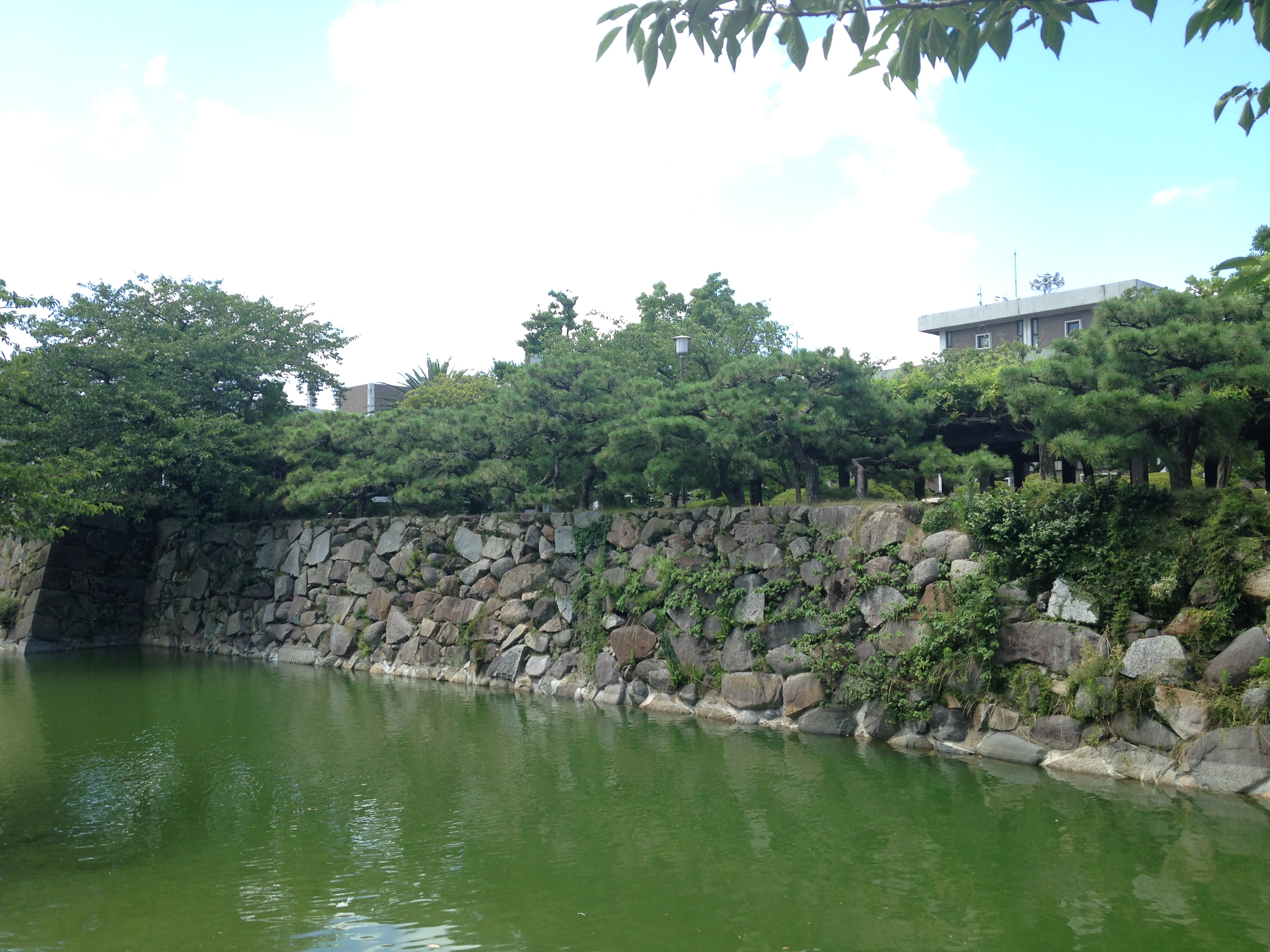
唐津市役所前の肥後堀
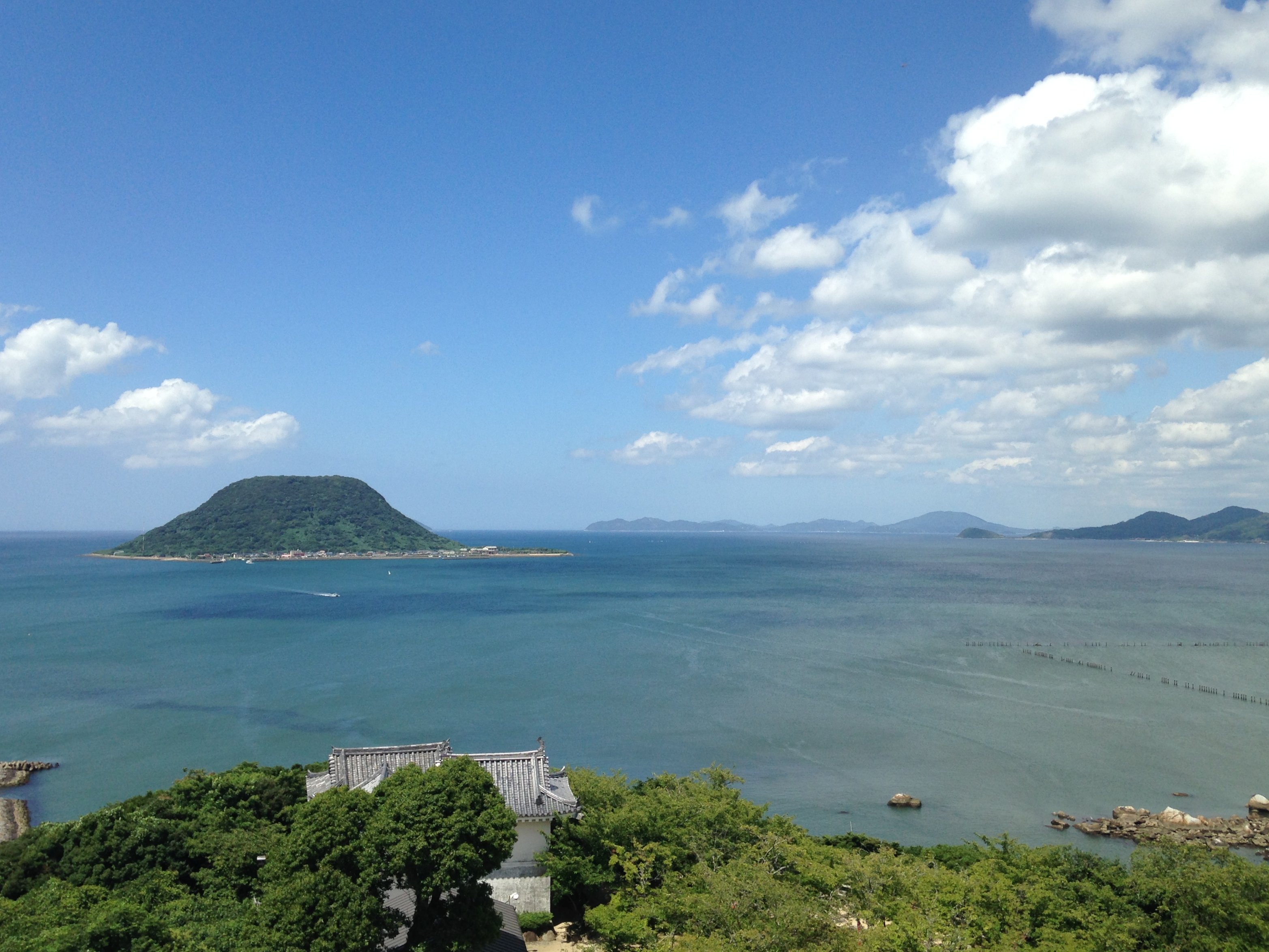
天守閣から望む唐津湾

## 遺構
- 石垣、堀
- 本丸跡 - 「唐津城」石碑。

### 復元・関連施設
- 模擬天守 - 日没から22時頃までライトアップ（季節により変動）。
- 肥後堀と一層櫓 - 唐津市役所前にある堀で、復元整備されたもの。三の丸と外曲輪を区切る堀。石垣の上に一層の復元櫓。
- 太鼓堂 - 前に「時の太鼓」碑と説明板。

### 周辺建造物など
- 唐津神社 - 寺沢広高により再建。唐津藩主の祈願所。

## 文化財

### 市指定重要文化財
- 古唐津の甕

### 市指定史跡
- 唐津城跡

### 市指定天然記念物
- 舞鶴公園のフジ

## 交通
- JR唐津駅から徒歩15分、もしくは同駅または大手口（1番乗り場）より唐津市内線、からワンラインで約4～8分「唐津城入口」下車。
- 昭和自動車高速バス「からつ号」終点「宝当桟橋」下車、徒歩5分。
- 駐車場 - 道路向かい側に市営の東城内駐車場が設けられている（有料）。